# Snowboard ai IX Giochi asiatici invernali - Halfpipe maschile
La gara dell'halfpipe maschile si è svolta il 12 febbraio 2025 al Yabuli Ski Resort di Harbin, in Cina.

## Risultati
| Pos | Atleta                 | Run 1 | Run 2 | Migliore |
| --- | ---------------------- | ----- | ----- | -------- |
| 1   | Kim Geon-hui           | 78.00 | DNI   | 78.00    |
| 2   | Koyata Kikuchihara     | 69.75 | 75.00 | 75.00    |
| 3   | Lee Ji-o               | 10.75 | 69.75 | 69.75    |
| 4   | Konosuke Murakami      | 24.50 | 64.75 | 64.75    |
| 5   | Kim Kang-san           | 59.75 | DNI   | 59.75    |
| 6   | Lee Chae-un            | 43.75 | DNI   | 43.75    |
| 7   | Gu Ao                  | 10.00 | 36.50 | 36.50    |
| 8   | Wang Ziyang            | 20.25 | 31.00 | 31.00    |
| 9   | Shuichiro Shigeno      | 12.50 | DNS   | 12.50    |
| 10  | Nizaruddin Alizada     | 7.00  | 8.75  | 8.75     |
| 11  | Ahmad Mushtaba Habibzi | 5.25  | DNI   | 5.25     |
| 12  | Ahmad Romal Hayat      | 4.25  | DNI   | 4.25     |